# 祈祷書 (キリスト教)
キリスト教における広義の祈祷書とは、キリスト教各教派において、公的あるいは私的に信者が行うものとして教会が認可した祈祷文を収録したものをいう。ただしカトリックでは、ミサ典礼文・聖務日課など公的な場（典礼）での祈祷文を「典礼文」とし、祈祷文から分けている。この場合、祈祷文とは信者が私的に行う祈祷のための書である。
対して、正教会などでは、公祈祷（奉神礼）と私祈祷で用いられる書物のいずれに対しても「祈祷書」の語を用いている。
伝統的な諸教会では、祈祷は自由にするものとは考えられず、起床や就寝、食事の前の感謝などの私的な場面であっても教会が公に認可した祈祷文を用いることが一般に勧められている。これにはいろいろな効用がいわれているが、「どのように祈るか」を教える効果が指摘されている。つまり、教会が認可した祈祷文を用いることは、信者が神の意に叶ったふさわしい仕方で祈ることを助けると考えられる。ここでは神に捧げる言葉はすべて祈祷であり、音楽を伴うなら、ただちに聖歌となる（正教会では聖歌と祈祷を区別しない。あらゆる祈祷は原則として聖歌の形態を採る）。
一方、聖公会を除くプロテスタントでは、祈祷は信者の自発的な信仰の現れとみなして自由祈祷を重んじ、教会の定めた文を用いることは行われないことが多い。ただし、集団の祈祷に用いる礼拝式文は祈祷書に準じるものであるとみなすことができ、ルター派やメソジスト派の礼拝式文には、その構成や形式において、聖公会祈祷書（後述）やカトリックの典礼文の影響がみられる。